# Anchiceratops
Anchiceratops (Brown, 1914) è un genere estinto di dinosauro ceratopside della sottofamiglia dei chasmosaurine, vissuto circa 72-71 milioni di anni fa, durante il Cretaceo superiore, in quello che oggi è l'Alberta, Canada. L'Anchiceratops era un animale di medie dimensioni, di costituzione robusta e ben adattato a vivere sulla terra e forse anche in acqua.
Il suo cranio era caratterizzato da due lunghe corna frontali e un breve corno sul naso. Il collare osseo sul retro del cranio aveva una forma allungata e vagamente rettangolare, i cui bordi erano ornati da piccoli fronzoli vagamente triangolari. L'Anchiceratops è anche uno dei dinosauri meglio conosciuti grazie al ritrovamento di una dozzina di crani dell'animale.

## Etimologia
Il nome Anchiceratops, significa letteralmente "vicino al viso con le corna", e deriva dal greco antico, le parole significano: αγχι/"Anchi" che significa "vicino", κερας/"Keras" che significa "corno" e ωψ/"ops" che significa "faccia". Il genere fu descritto per la prima volta dal paleontologo statunitense Barnum Brown, nel 1914, tuttavia Brown credeva erroneamente che Anchiceratops fosse una sorta di "forma di transizione" tra dinosauri come Monoclonius e Triceratops, ma strettamente più correlato a dinosauri come il Ceratops, da cui prende anche il nome che significa appunto "vicino Ceratops". L'unica specie compresa in questo genere è A. ornatus, il cui nome specifico fa riferimento al margine del suo collare, che era appunto ornato da piccoli fronzoli ossei.

## Descrizione

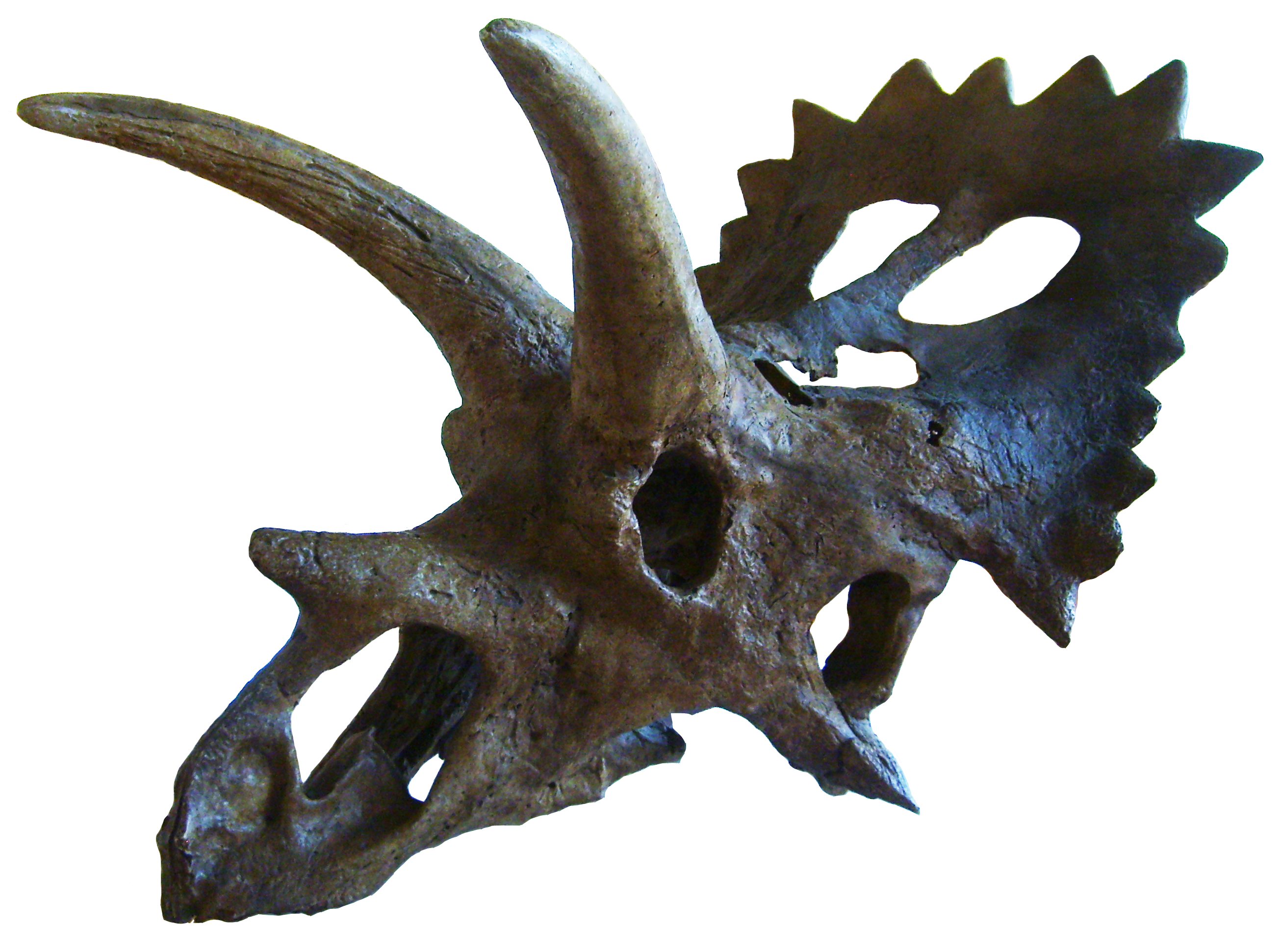
Cranio in visione latero frontale

Come tutti gli altri ceratopsidi, l'Anchiceratops era un quadrupede erbivoro, provvisto di tre corna sul cranio, un becco simile a quello dei moderni pappagalli e un grosso collare osseo sul retro del cranio di forma vagamente rettangolare e ornato da fronzoli ossei. Le due corna frontali poste più o meno sopra gli occhi, erano più lunghe rispetto al corno nasale, come negli altri chasmosauridi.
Anchiceratops era un dinosauro di media taglia. Grazie al ritrovamento del campione NMC 8547 i paleontologi hanno potuto stimare l'esatta lunghezza dell'animale. Prima della scoperta di tale esemplare i libri di testo parlavano di una lunghezza vicino ai 6 metri (20 ft). Solo nel 2010, misurando il campione NMC 8547, il paleontologo Gregory S. Paul, ha stimato una lunghezza, esatta, di circa 4,3 metri, per un peso di 1,2 tonnellate.

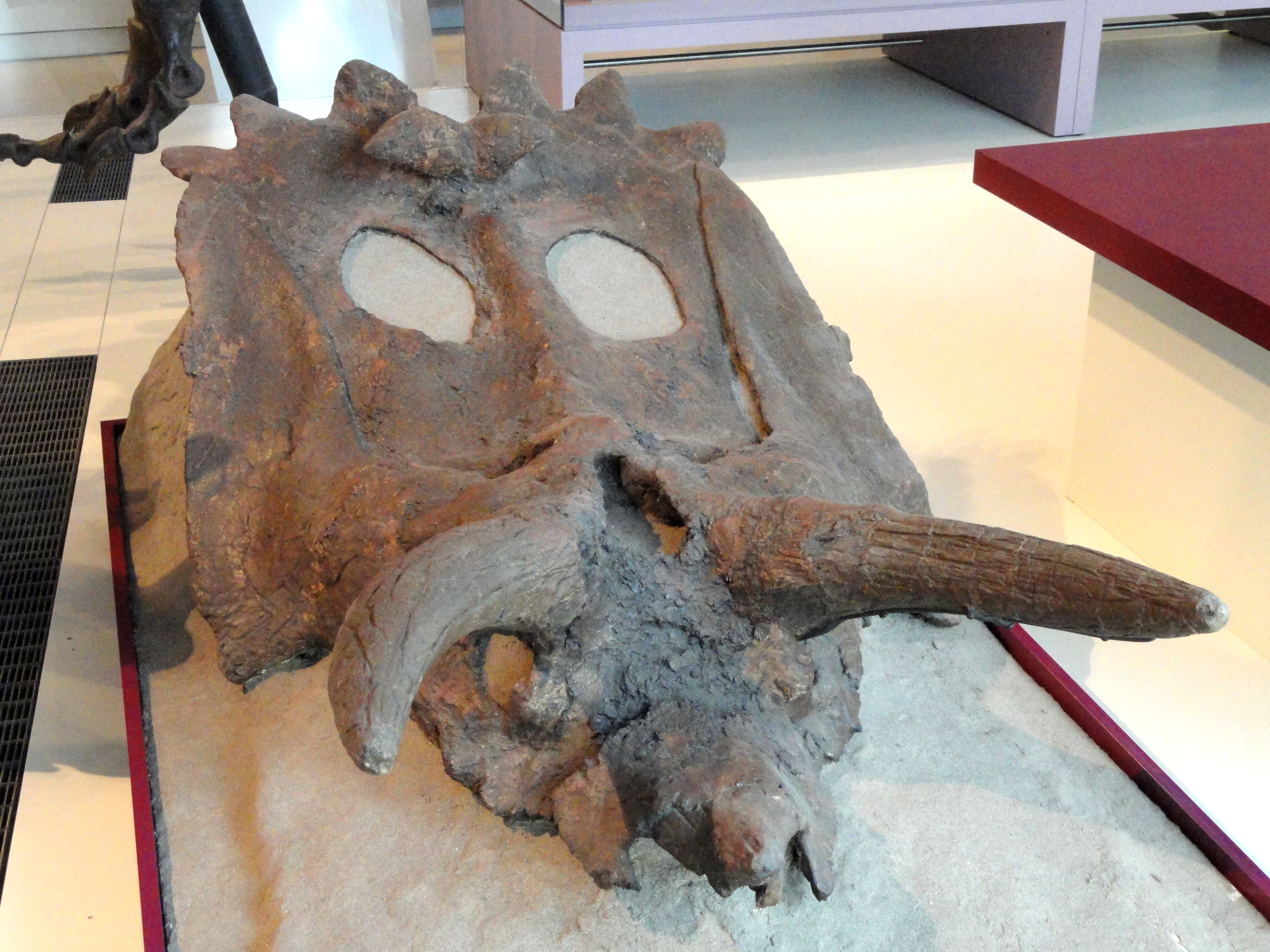
Cranio parziale (ROM 802), al Royal Ontario Museum

I fronzoli presenti sul margine del collare osseo dell'Anchiceratops sono molto particolari. Di forma vagamente rettangolare, il collare è contornata da grandi epoccipitali, ossia piccoli osteodermi, di forma vagamente triangolare, tuttavia i fronzoli dell'Anchiceratops erano piuttosto ampi e allargati. Alcune di queste epoccipitali si trovano sul lato del collare, e sono formati da un prolungamento dell'osso squamoso; questi episquamosali, variano in numero da cinque a nove. L'ultimo episquamosale è molto grande, a cui si aggiungono tre osteodermi per lato sul bordo posteriore del collare, gli epiparietali. Un'altra caratteristica è la coppia di "manopole" ossee situate su entrambi i lati della linea mediana, verso la fine del collare. Questi sono rivolte lateralmente e possono variare per forma e dimensione, da individuo ad individuo. L'osso parietale, che forma il bordo posteriore e la metà del collare, possiede una coppia di Fenestrae, ossia due piccole aperture parallele, molto simili ma molto più piccole di quelle di altri chasmosauridi come Pentaceratops e Torosaurus. Il collare presenta, inoltre, delle profonde scanalature di arterie sia sul lato superiore sia in quello inferiore.
L'esemplare NMC 8547, su cui tradizionalmente si basano le descrizioni di Anchiceratops, ha alcuni tratti unici tra i Chasmosaurinae. La colonna vertebrale contiene settantaquattro vertebre: dieci nel collo, tredici dorsali, dodici sacrali e trentanove caudali. Tipicamente, invece, i chasmosauridi possiedono: dodici vertebre dorsali, dieci sacrali e fino a quarantasei vertebre caudali. Il paleontologo Mallon, sostiene che il synsacrum, ossia le vertebre fuse a sostenere il bacino, si fossero spostate verso la parte posteriore. Il collo dell'esemplare NMC 8547, è eccezionalmente lungo, con quattro vertebre syncervicali, fuso anteriore vertebre. La coda invece era insolitamente corta per chasmosauridae. Gli arti anteriori erano molto robusti, con un grande stemma deltopettorale sull'omero, il che indica una sviluppata muscolatura.

## Paleobiologia

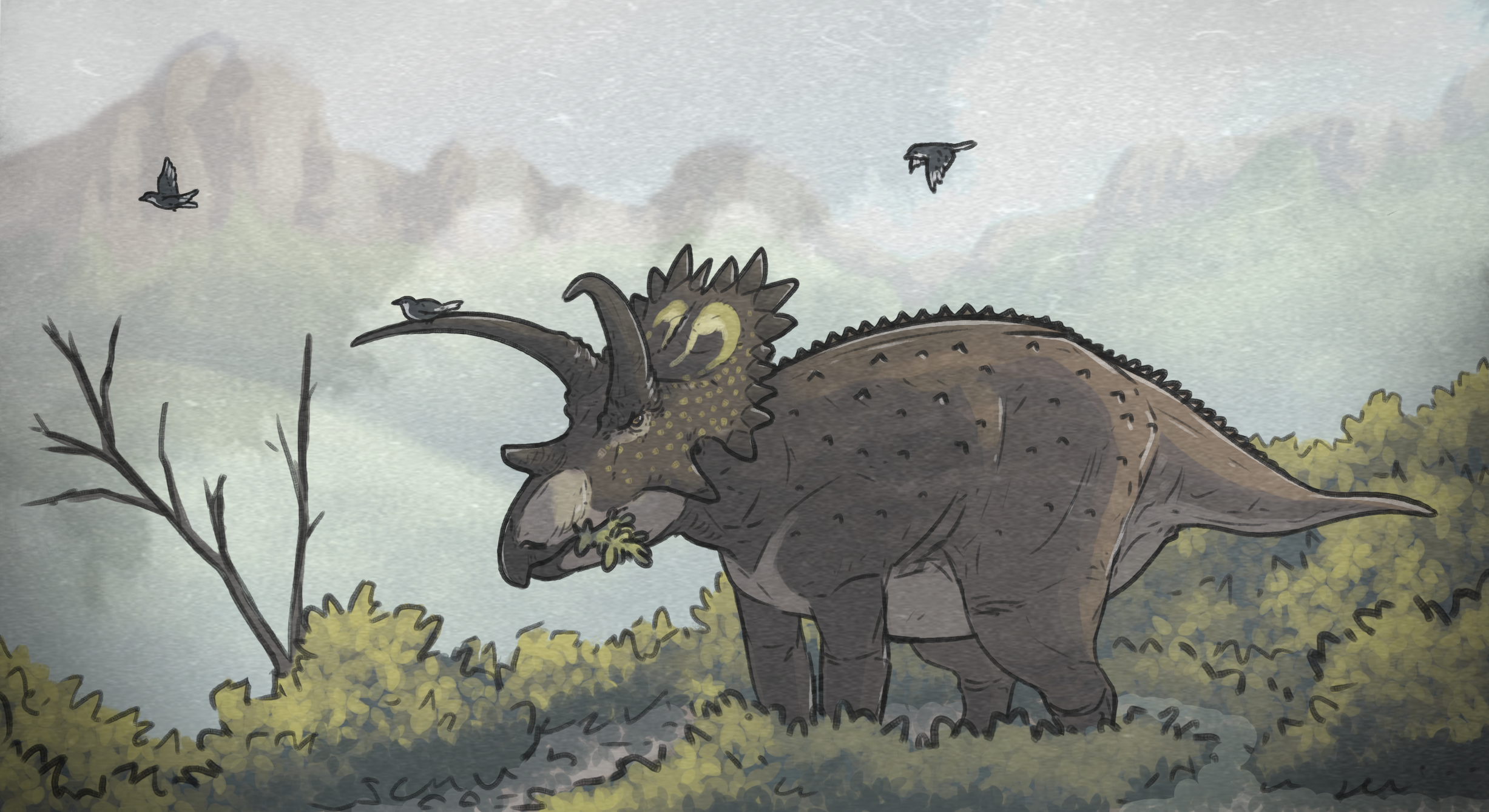
Ricostruzione artistica di A. ornatus, ricostruito ai piedi delle prime Montagne Rocciose

Rispetto ad altri ceratopsidi, l'Anchiceratops risulta essere più raro all'interno del suo habitat, che oggi sono la Formazione Horseshoe Canyon, una formazione di sedimenti marini, e la Formazione Dinosaur Park. Ciò potrebbe indicare che l'Anchiceratops vivesse in estuari di fiumi, dove altri ceratopsidi non vivevano. All'interno di questo habitat, la flora predominante era costituita da piante da fiore (sempre più comuni nel Cretaceo), conifere, cicadi e felci, che probabilmente costituivano la maggior parte della dieta dei ceratopsidi del luogo.
Nel 1914, Brown suggerì che la forma distintiva del collare e delle corna dell'Anchiceratops fossero una selezione sessuale per distinguere gli individui della propria specie dalle altre specie di ceratopsidi che vivevano negli stessi luoghi, infatti Brown non si spiegava il perché di così tante forme diverse di collare, se il loro scopo era unicamente difensivo. Nel 1959, il paleontologo Wann Langston Jr. suggerì l'idea che l'Anchiceratops praticasse uno stile di vita semi-acquatico. I lungo muso e il collo allungato avrebbe permesso all'animale di vivere in acque basse, toccando il fondale con le zampe, mentre il cranio rimaneva fuori dall'acqua, inoltre, il suo collare avrebbe creato un contrappeso per aiutare l'animale a tenere le narici fuori dall'acqua. Tuttavia, alcuni paleontologi hanno screditato tale ipotesi, sottolineando il fatto che i dinosauri erano animali prettamente terrestri. Nonostante ciò nel 2012, il paleontologo Mallon, suggerì nuovamente l'idea che l'Anchiceratops fosse un animale semi-acquatico, con uno stile di vita molto simile a quello degli ippopotami. Ciò spiegherebbe anche l'estrema robustezza della muscolatura degli arti. Tuttavia, Mallon stesso ha ammesso che la coda dei ceratopsidi non era adatta alla propulsione del moto, quindi l'animale probabilmente, "passeggiava" sul fondale con le robuste zampe tenendo la testa fuori dall'acqua. La nuova scoperta di resti di Spinosaurus indicano che anche questo grande teropode, vivesse per lunghi periodi in acqua, quindi si può supporre che anche alcune specie di ceratopsidi si fossero adattati ad uno stile di vita semi-acquatico.

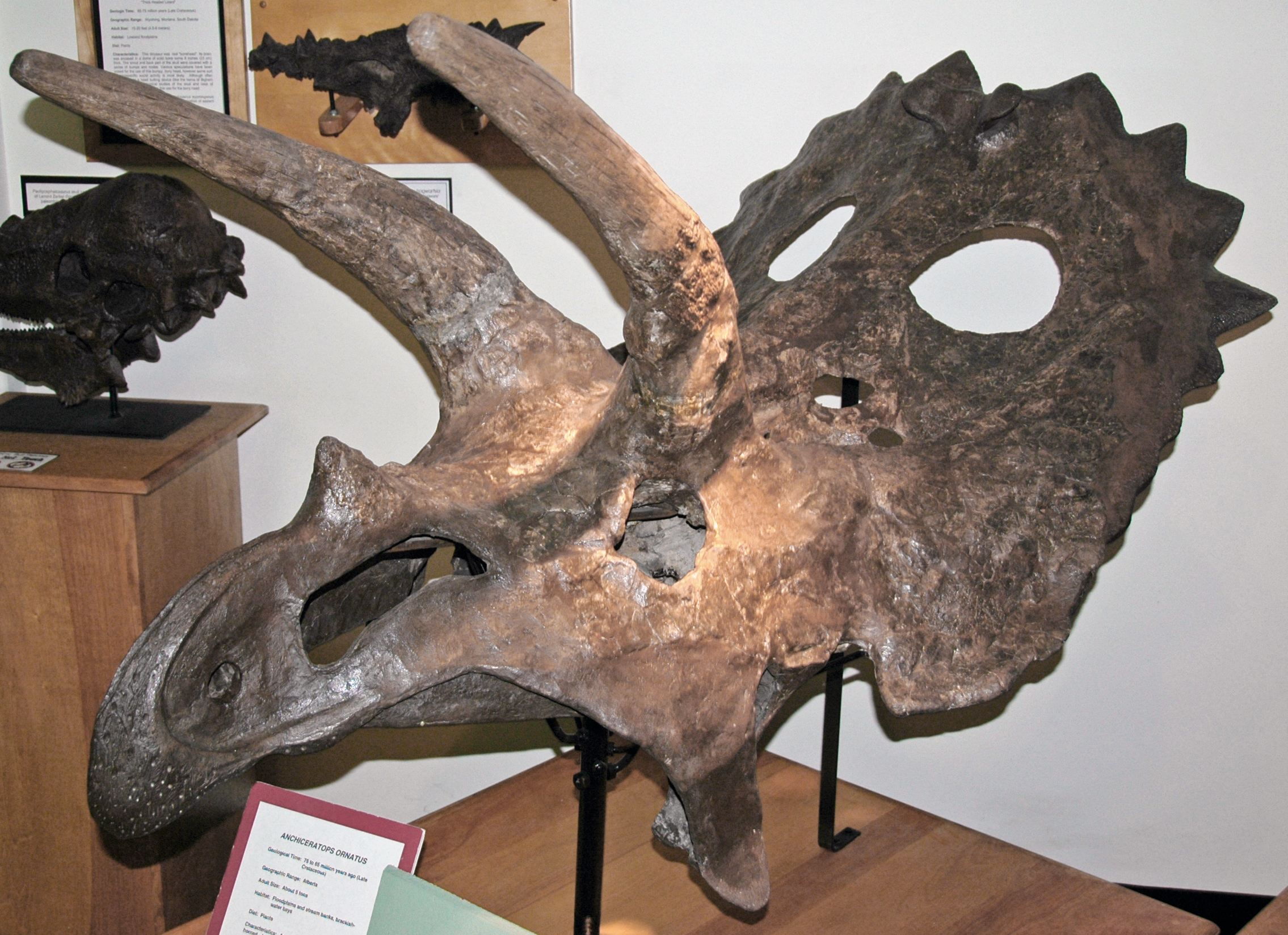
Cranio UW 2419, Museo geologico dell'Università del Wyoming

Nel 1990, il paleontologo Thomas Lehman propose l'idea che le due specie di Anchiceratops (A. ornatus e A. longirostris, che si è poi scoperto essere un sinonimo della prima) fossero in realtà, rispettivamente, maschio e femmina della stessa specie e che le caratteristiche anatomiche che li differenziavano non fossero altro che dimorfismo sessuale. I crani di A. ornatus sono più grandi e robusti, e hanno corna molto più lunghe che puntano verso l'alto, e per questo sono stati indicati come esemplari maschi. Tuttavia questa distinzione, sebbene provi che la specie A. longirosris fosse solo un sinonimo della specie tipo, potrebbe rappresentare una variazione individuale e non per forza un dimorfismo sessuale.
Nel 2012, il paleontologo Jordan Cole Mallon, ha sottolineato il fatto che animali come Anchicertops erano specie eccezionalmente longeve; le altre specie di ceratopsidi duravano poco meno di poche centinaia di migliaia anni. Sono state avanzate diverse possibili spiegazioni: una diminuzione della concorrenza, specie affini, un habitat stabile non soggetto a cambiamenti o uno stile di vita più generalista.

## Paleoecologia

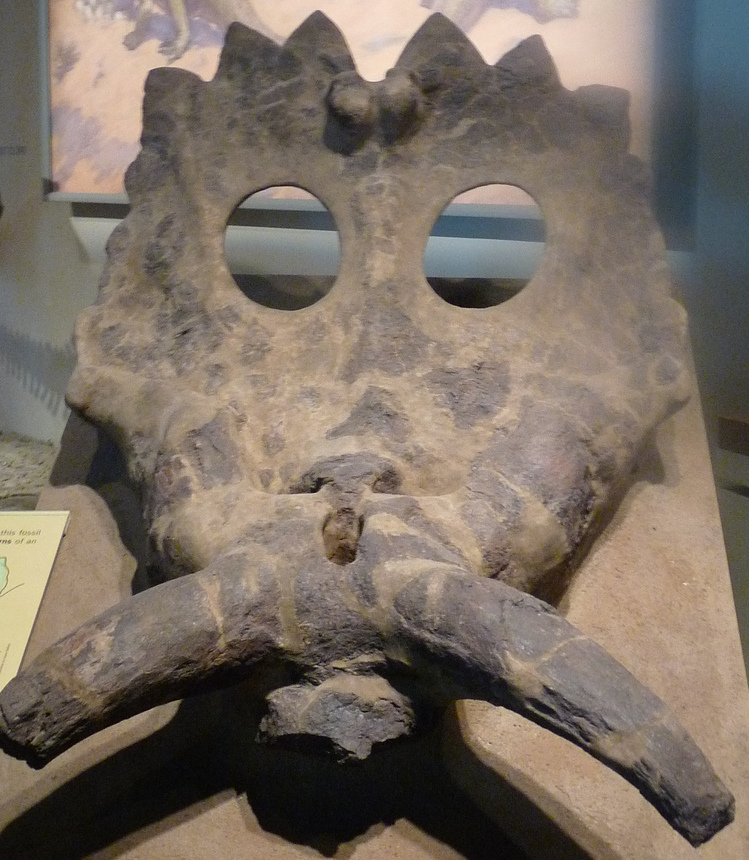
Cranio parziale, in vista frontale, dell'esemplare FMNH P15003, al Field Museum

La Formazione Horseshoe Canyon è stata radiometricamente datata a circa 74-67 milioni di anni fa. I fossili presenti in questa formazioni si sono depositati durante il graduale ritiro del Mare interno occidentale, tra il Campaniano ed il Maastrichtiano, durante il periodo Cretaceo. La Formazione Horseshoe Canyon è una unità terrestre, che fa parte del gruppo di Edmonton che comprende anche la Formazione Battle. L'habitat in cui vivevano i dinosauri era costituito da valli solcate da fiumi serpeggianti e delta di fiumi poco profondi. A causa delle variazioni dei livelli del mare, molti ambienti erano mutabili nel corso del tempo, come ad esempio le lagune che si venivano a formare durante le maree. Il clima era caldo e umido, in stile subtropicale. Poco prima del confine Campaniano-Maastrichtiano, la temperatura media annuale e le precipitazioni subirono una forte regressione.
Gli esemplari di Anchiceratops sono stati ritrovati in strati della formazioni, datati a circa 72-71 milioni di anni fa. L'Anchiceratops condivideva il suo habitat con altri dinosauri di varie famiglie, tra cui: il maniraptora Epichirostenotes, l'ornithomimide Ornithomimus edmontonicus, il pachycephalosauride Sphaerotholus edmontonensis, l'hadrosauride Edmontosaurus regalis, il ceratopside Pachyrhinosaurus canadensis e un tirannosauride non ancora identificato, che doveva essere il predatore all'apice. Tra questi dinosauri, i più numerosi erano gli adrosauri, che surclassavano in numero praticamente tutti i generi del loro habitat. Il resto della fauna era composta da vertebrati più piccoli come rettili e anfibi. Squali, razze, storioni, amie e lepisosteidi come l'Aspidorhynchus costituivano la fauna ittica. Rettili, come tartarughe e coccodrilli sono rari nella Formazione Horseshoe Canyon, e questo ha fatto pensare agli scienziati che il clima fosse più rigido e non adatto alla proliferzione di animali a sangue freddo. Tuttavia uno studio condotto dal paleontologo Quinney et al. (2013), ha dimostrato che il declino della diversità delle tartaruga, che in precedenza era attribuita al clima rigido, ha, invece, coinciso con i cambiamenti delle condizioni di drenaggio del suolo, che è stata limitata dall'aridità e dall'instabilità del paesaggio, e dalle barriere migratorie. Le acque marine erano invece popolate da rettili acquatici come il plesiosauro Leurospondylus, mentre le acque dolci dei fiumi erano popolati da tartarughe, champsosauri e alcuni coccodrilli come il Leidyosuchus e lo Stangerochampsa. Erano presenti anche alcuni mammiferi multituberculati e i primi marsupiali come il Didelphodon coyi.